# Сан-Лоренсу-да-Серра
Сан-Лоренсу-да-Серра (порт. São Lourenço da Serra)  —  муниципалитет в Бразилии, входит в штат Сан-Паулу. Составная часть мезорегиона Агломерация Сан-Паулу. Находится в составе крупной городской агломерации Агломерация Сан-Паулу. Входит в экономико-статистический  микрорегион Итапесерика-да-Серра. Население составляет 15 668 человек на 2006 год. Занимает площадь 186,709 км². Плотность населения — 83,9 чел./км².

## История
Город основан в 1992 году.

## Статистика
- Валовой внутренний продукт на 2003 составляет 89.738.274,00 реалов (данные: Бразильский институт географии и статистики).
- Валовой внутренний продукт на душу населения на 2003 составляет 6.374,82 реалов (данные: Бразильский институт географии и статистики).
- Индекс развития человеческого потенциала на 2000 составляет 0,771  (данные: Программа развития ООН).